# Herbert F. Durwen
Herbert Friedrich Durwen (* 9. September 1954 in Mendig) ist ein deutscher Neurologe, Geriater und Psychotherapeut.

## Leben
Nach Abschluss seiner schulischen Ausbildung und Erlangung der Hochschulreife 1973 am Staatlichen Kurfürst-Salentin-Gymnasium in Andernach nahm Durwen ein Studium der Humanmedizin an der Rheinischen Friedrich-Wilhelms-Universität in Bonn auf, welches er 1980 mit dem dritten Abschnitt der Ärztlichen Prüfung abschloss. Im selben Jahr erhielt er seine Approbation als Arzt. Zum Doktor der Medizin promovierte er im Jahre 1981 mit Magna cum Laude zum Thema Komplikationen ventriculo-atrialer Liquordrainagen bei Hydrocephalus. Eine retrospektive 10 Jahres Studie an 171 Patienten.
1980 legte er das Educational Commission for Foreign Medical Graduates (ECFMG)-Examen und 1981 das Visa Qualifying Examination (VQE)-Examen ab, um in der Folge mit Hilfe eines Deutschen Forschungsgemeinschafts (DFG)-Stipendiums von 1981 bis 1983 als Research Fellow in Neurologie an die Harvard Medical School, Beth Israel Hospital und Boston Children´s Hospitals in Boston zu gehen. Dort widmete er sich vor allem der kognitiven Neurologie und Neuropsychologie. Zum Abschluss seines Aufenthaltes erlangte er die Ermächtigung zur ärztlichen Berufsausübung im US-Bundesstaat Massachusetts.
1983 kehrte er nach Deutschland zurück und begann seine Tätigkeit am Nervenzentrum des Universitätsklinikums Bonn. Nach Zwischenstation an der Neurologischen Abteilung des Universitätsklinikums Düsseldorf und Anerkennung als Facharzt für Neurologie 1990 wurde er im Jahre 1991 Oberarzt an der Neurologischen Universitätsklinik, Knappschafts-Krankenhaus, des Universitätsklinikums Bochum.
1994 habilitierte sich Durwen mit einer Arbeit zum Thema Funktionen des Verbalgedächtnisses bei therapieresistenten Epilepsiepatienten mit komplex-fokalen Anfällen temporalen Ursprungs und erhielt die Venia Legendi für das Fachgebiet Neurologie. 1997 folgten die Anerkennungen zum Führen der Bezeichnung „Psychotherapie“ sowie der fakultativen Weiterbildung „Klinische Geriatrie“. 1999/2000 leitete Durwen chefärztlich eine neurologische Rehabilitationsklinik in Nordrhein-Westfalen.
Von 2000 bis 2021 war er Chefarzt der Klinik für Akut- und Neurogeriatrie in Düsseldorf, die er im Laufe der Jahre zu einer der größten und modernsten Einrichtungen ihrer Art entwickelt und ausgebaut hat. Die Schwerpunkte seiner klinischen und wissenschaftlichen Arbeiten sind Fragestellungen zu Kognition und Demenz, Bewegungsstörungen und Dysphagie (Schluckstörungen). Seit 2002 ist er auch Lehrbeauftragter der Medizinischen Fakultät der Heinrich-Heine-Universität Düsseldorf sowie seit 2006 Mitglied der Düsseldorfer Gesundheitskonferenz.
Durwen ist ferner als Gutachter für Gerichte und andere Auftraggeber tätig und Co-Autor verschiedener Buchprojekte. Zudem ist er Vorstandsmitglied im Landesverband Gerontopsychiatrie und -psychologie (LVGPP) sowie der Alzheimer-Gesellschaft Düsseldorf. Darüber hinaus war er über viele Jahre hinweg Herausgeber der von ihm gegründeten Zeitschrift Neurogeriatrie und ist Mitglied des Editorial Board der Zeitschrift Geriatrie-Report.

## Tätigkeitsprofil
Die klinischen und wissenschaftlichen Schwerpunkte sind im Wesentlichen auf die neuropsychologische Differenzierung kognitiver Auffälligkeiten, v. a. bei Störungen des Schläfenlappens, die kognitiven und psychosozialen Einschränkungen bei Demenz, die Depression im Alter, sowie auf die Beeinträchtigung von Bewegungsabläufen und einzelnen motorischen Funktionen unter besonderer Berücksichtigung der Parkinson-Syndrome gerichtet. Darüber hinaus wurde in den vergangenen Jahren eine besondere Expertise für den Bereich der Dysphagie (Schluckstörungen) sowie der geriatrischen Schmerztherapie, auch unter Einsatz von Cannabis-Präparaten, entwickelt.

## Außerberufliche Aktivitäten
- Bürgergesellschaft Thielenbruch e. V., Köln: Seit 2002 ist Durwen Vorstandsmitglied, seit 2012 Vorsitzender der „Bürgergesellschaft Thielenbruch e.V.“, die den Orden für Zivil-Courage und Charakter verleiht. Preisträger waren unter anderem Karl Kardinal Lehmann, Friedrich Merz, Karin Beier, Michail Gorbatschow[4] oder Wolfgang Bosbach.
- Vorsitz der Deutschen Gesellschaft für Kommunikationsforschung[5]

## Mitgliedschaften
- Deutsche Gesellschaft für Geriatrie (DGG)
- Deutsche Gesellschaft für Gerontologie und Geriatrie (DGGG)
- Deutsche Gesellschaft für Neurologie (DGN)
- Deutsche Gesellschaft für Neurologische Begutachtung (DGNB)
- Deutsche Gesellschaft für Klinische Neurophysiologie
- Deutsche Gesellschaft für Neurologische Rehabilitation (DGNR)
- Deutsche Gesellschaft für Physikalische Medizin und Rehabilitation e. V.
- Landesverband Gerontopsychiatrie und -psychologie (LVGPP)
- Alzheimer-Gesellschaft Düsseldorf
- Katholische Ärztearbeit Deutschland (KÄAD)

## Publikationen (Auswahl)
- mit et al.: Circumscribed improvement of cognitive performance in temporal lobe epilepsy patients with intractable seizures following reduction of anticonvulsant medication. In: Journal of Epilepsy. Band 2, 1989, S. 147–153.
- mit A. Herzog: Electromyographic investigation of mirror movements in normal adults – variation of frequency with site, effort and repetition of movement. In: Brain Dysfunct. Band 5, Nr. 3, 1992, S. 310–318.
- mit H. Penin: Elektroenzephalographische Befunde bei dementiellen Krankheitsbildern. In: Fortschr Neurol Psychiatrie. Band 60, 1992, S. 460–470.
- mit et al.: Verbal learning differences in epileptic patients with left and right temporal lobe foci – a pharmacologically induced phenomenon? In: Acta Neurol Scand. Band 87, 1993, S. 1–8.
- mit M. Haupts, W. Gehlen, H. Markowitsch: Neurologie und Gedächtnis. Verlag Hans Huber, Göttingen 1994.
- mit et al.: Neuropsychologische Aspekte bei ideopathischem Morbus Parkinson. In: Fortschr Neurol Psychiatrie. Band 63, Nr. 2, 1995, S. 68–71.
- Depressionen im Alter. In: NeuroGeriatrie. Band 6, Nr. 1, 2009, S. 3–8.
- Der Sturz im Alter – Annäherung an ein geriatrisches Problem. In: NeuroGeriatrie. Band 6, Nr. 4, 2009, S. 147–150.
- Demenzerkrankung in der hausärztlichen Praxis. In: NeuroGeriatrie. Band 9, Nr. 4, 2012, S. 153–164.
- Nicht jede Demenz ist irreversibel. In: Geriatrie-Report. Band 14, 2019, S. 26–29.
- mit J. Keller: Schluckdiagnostik. Ein praxisorientiertes Fallbuch mit besonderer Berücksichtigung der FEES. Kohlhammer-Verlag, Stuttgart 2021.
- Anna Neugebauer, Pasquale Calabres, Herbert F. Durwen, Andreas Falk, Lothar Heuser, Walter Gehlen: Possible Selection Mechanisms In Declarative Memory. In: C. Taddei-Ferretti (Hrsg.): Neuronal Bases and Psychological Aspects of Consciousness. ISBN 978-981-02-3597-0, doi:10.1142/9789814313254_0025 (englisch).